# Maskowanie taktyczne

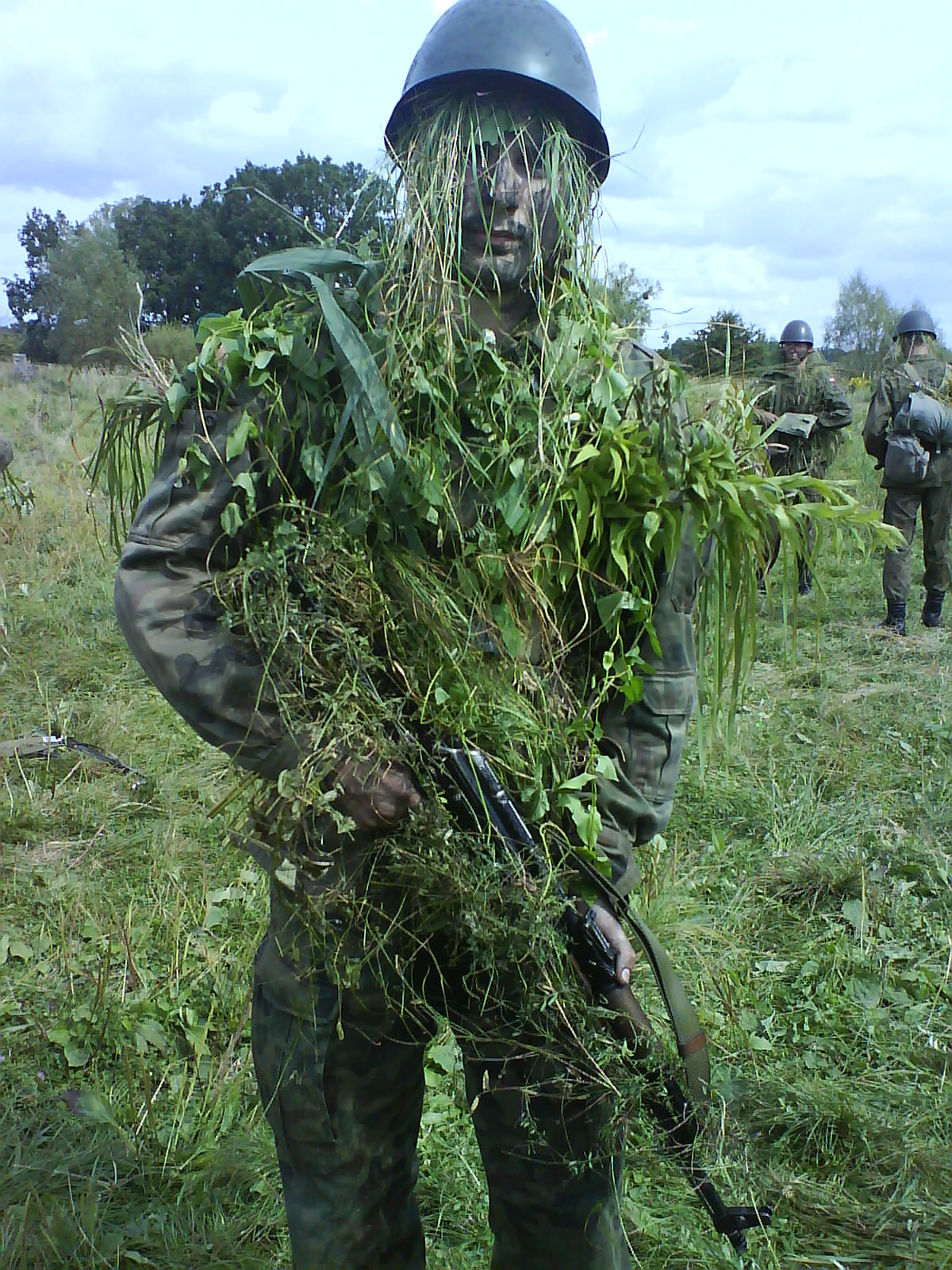
Maskowanie roślinne żołnierzy – szkolenie w polu

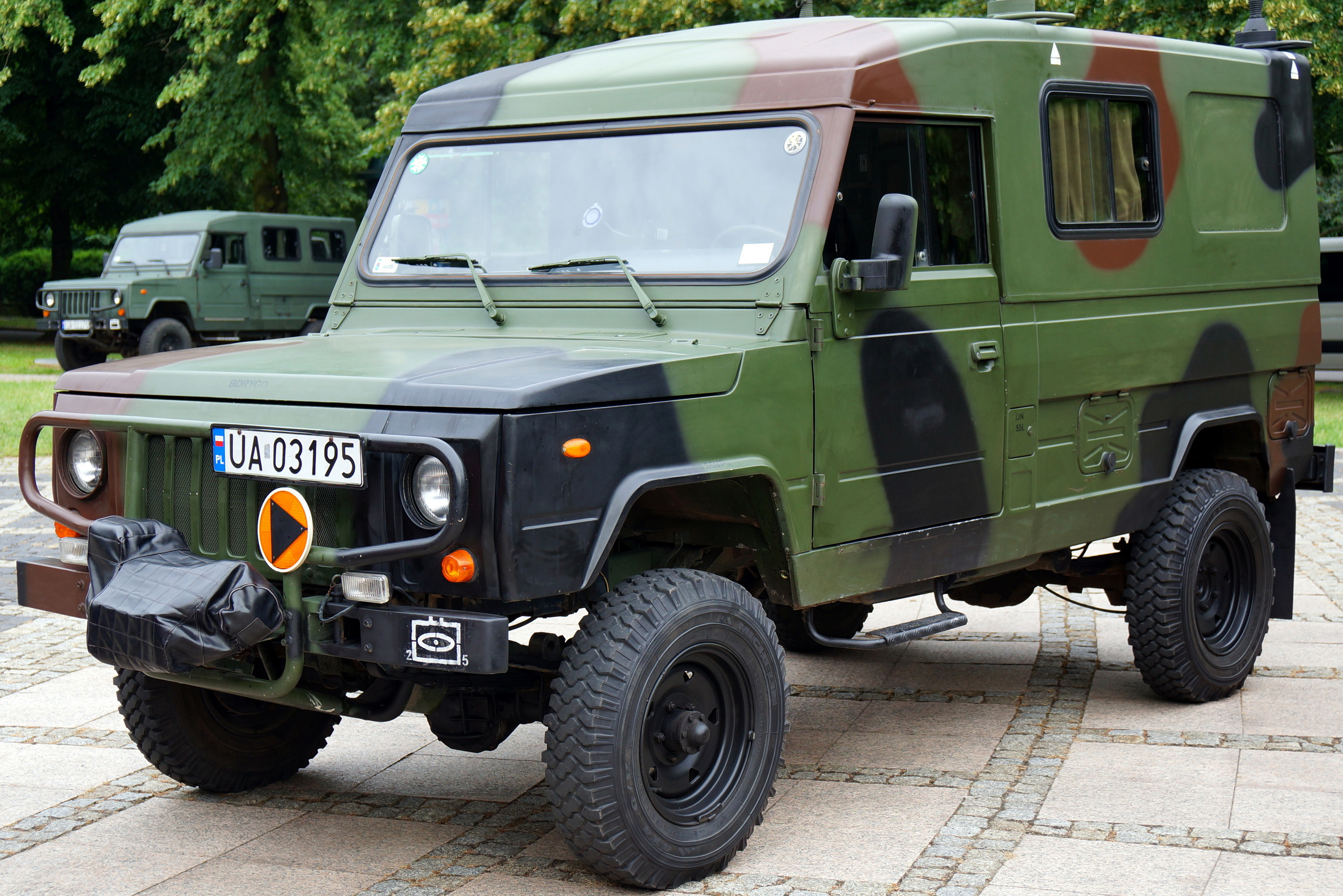
Maskowanie kolorystyczne

Maskowanie taktyczne, maskowanie bezpośrednie – ogół przedsięwzięć maskowania mający na celu ukrycie wojsk, sprzętu bojowego, obiektów fortyfikacyjnych i tyłowych przy użyciu etatowych i podręcznych środków maskujących oraz przez właściwe wykorzystanie maskujących warunków terenowych i wykonywanie prac maskowniczych związanych z budową makiet i obiektów pozornych. Przedsięwzięcia maskowania prowadzą dowódcy, sztaby oddziałów i pododdziałów. W pododdziałach realizuje się także maskowanie optyczne, termiczne i  radiowe.
We współczesnych działaniach bojowych maskowanie bezpośrednie musi być prowadzone samorzutnie, stale i w każdej sytuacji.

## Rodzaje maskowania
Maskowanie dekoracyjne – polega na stosowaniu sztucznych konstrukcji maskujących. Dzięki niemu można pozorować inny niż aktualny stan obiektów rzeczywistych. Budując odpowiednią konstrukcję maskującą można np. przekonać nieprzyjaciela, że istniejący i przejezdny most został zniszczony.
Maskowanie imitacyjne – polega na upodabnianiu maskowanych obiektów stałych do niegroźnego otoczenia, jak sterty drewna, stosy kamieni, zabudowania gospodarskie.
Maskowanie kolorystyczne – to klasyczny kamuflaż, czyli zmiana barwy obiektu lub jego części, malowanie deformacyjne i ochronne mające wtopić obiekt lub żołnierza w otoczenie. W maskowaniu kolorystycznym wykorzystuje się zazwyczaj zestaw 2-3 barw, dobranych w zależności od otaczającego terenu i pory roku.
Maskowanie naturalne i roślinne – polega na wykorzystaniu naturalnych właściwości terenu (np. przy słabej widoczności: mgła, zadymka śnieżna, noc) oraz żywej i ciętej roślinności. Roślinność żywą (drzewa, krzewy) wykorzystuje się do maskowania obiektów stałych (schrony bojowe, hangary na lotniskach, stałe baterie, np. obrony wybrzeża lub przeciwlotniczej), natomiast roślinność cięta może być wykorzystywana tylko doraźnie przez obiekty ruchome (pojazdy) i żołnierzy.
Maskowanie świetlne – polega na zaciemnianiu obiektów rzeczywistych, przy jednoczesnym rozświetlaniu obiektów pozornych. Częścią tego rodzaju maskowania jest maskowanie w podczerwieni mające utrudnić przeciwnikowi rozpoznanie, poprzez nadanie obiektom rzeczywistym takiej samej długości fali (0,76 – 1,5) jak otaczająca roślinność i grunt.
Maskowanie okrętu – polega na ukryciu przez nieprzyjacielem okrętu stojącego, lub też utrudnieniu określenia prędkości, kierunku i klasy jednostki będącej w ruchu. W tym celu wykorzystuje się wszystkie przedstawione powyżej sposoby maskownicze.